# سووتسکویه (شهرستان کمین)
سووتسکویه (به لاتین: Sovetskoye) یک روستا در قرقیزستان است که در شهرستان کمین واقع شده‌است. سووتسکویه ۷۹۴ نفر جمعیت دارد و ۱٬۳۳۰ متر بالاتر از سطح دریا واقع شده‌است.